# Soredieus speldenkussentje
Het soredieus speldenkussentje (Pertusaria multipuncta) is een korstmos uit de familie Pertusariaceae. Het leeft in symbiose met een chlorococcoïde alg.

## Kenmerken
Het korstmos heeft een witgrijze, dunne en gladde of dikkere, wratachtige thallus. Het bevat verspreide, witte, platte of soridaat-achtige wratten met 1-5 apothecia (vruchtlichamen) die variëren van lichtbruin tot donkerbruin. 
De asci zijn meten 8-sporig en 90-170 x 30-70 µm.

## Verspreiding
Het soredieus speldenkussentje staat op de Nederlandse rode lijst in de categorie 'verdwenen'.